# Kbel, Kolín
Kbel là một làng thuộc huyện Kolín, vùng Středočeský, Cộng hòa Séc.